# Piteå Idrottsförening
O Piteå Idrottsförening, ou simplesmente Piteå IF, é um clube de futebol da Suécia fundado em 24 de maio de 1918. Sua sede fica localizada em Piteå. Em 2009 disputou a Division 2 Norrland, uma das seis ligas da quarta divisão do futebol sueco, terminando na quinta colocação dentre 12 clubes participantes.